# Go-Daigo
Go-Daigo (後醍醐, Heian-kyō, 26 de novembro de 1288 – Yoshino no Angū, 19 de novembro de 1339) foi o 96º imperador do Japão, na lista tradicional de sucessão. Ele conseguiu derrubar o shogunato Kamakura em 1333 e estabeleceu a curta Restauração Kenmu, com o objetivo de devolver o poder à Casa Imperial. Esta foi a última vez que o imperador teve poder real até a Restauração Meiji em 1868. A Restauração Kenmu foi, por sua vez, derrubada por Ashikaga Takauji em 1336, dando início ao shogunato Ashikaga. A queda dividiu a família imperial em duas facções opostas: a Corte do Norte, apoiada pelos Ashikaga e situada em Quioto, e a Corte do Sul, baseada em Yoshino. A Corte do Sul foi liderada por Go-Daigo e seus sucessores posteriores.

## Vida
Antes de sua ascensão ao Trono do Crisântemo seu nome pessoal era Takaharu, o segundo filho do imperador Go-Uda do ramo Daikakuji da Família Imperial. Sua mãe era Fujiwara no Tadako, filha de Itsutsuji Tadatsugu.
Em 1308, com a morte do imperador Go-Nijo, Hanazono ascendeu ao Trono do Crisântemo aos 12 anos de idade e Takaharu, se tornou o herdeiro aparente aos 20 anos de idade, sob o monitoramento do Shogunato Kamakura.
No dia 29 de março de 1318, no 11º ano do reinado de Hanazono, este abdica; e a sucessão foi recebida por seu sobrinho e filho adotivo Takaharu, que se tornou o imperador Go-Daigo. Go-Daigo se tornou imperador com a idade de 31 anos, no auge de sua vida, reinou de 1318 a 1339.
Em 1324, foi descoberto planos de Go-Daigo para derrubar o xogum Kamakura, o Rokuhara Tandai eliminou seu colaborador mais próximo Hino Suketomo no que ficou conhecido como Incidente Shōchū.
Em 1331, no Incidente Genkō, novamente foram descobertos novos planos de Go-Daigo para eliminar o xogum, desta vez por uma traição de um colaborador Yoshida Sadafusa. Go-Daigo rapidamente escondeu os Tesouros Sagrados no Castelo Kasagiyama e organizou um exército, mas seu castelo foi derrotado pelo exército do Bakufu no ano seguinte. O xogum ocupou o castelo, entronizou o imperador Kōgon e exilaram Go-Daigo para a Província de Oki (na atual Shimane ), o mesmo lugar para onde o Imperador Go-Toba foi exilado após a Guerra Jōkyū de 1221.
Em 1333, o Go-Daigo escapou de Oki com a ajuda de Nawa Nagatoshi e sua família, e formaram um novo exército na região montanhosa da província de Hoki. Ashikaga Takauji, que fora enviado pelo Bakufu para encontrar e destruir esse exército, acabou se tornando aliado do Imperador e conseguiu o controle do Rokuhara Tandai. Imediatamente após isso, Nitta Yoshisada, que tinha organizado um exército no Oriente, destruiu o clã Hōjō e capturou o'Bakufu.
Voltando a Quioto, Go-Daigo assume o trono de Kōgon e iniciou a Restauração Kemmu. A restauração foi ostensivamente um renascimento das formas mais antigas de governo anteriores ao xogum, mas, de fato, o que Go-Daigo pretendia era organizar uma ditadura imperial como estava ocorrendo na China . Queria imitar os chineses, e se tornar o governante mais poderoso do Oriente. Reformas atabalhoadas, litígios sobre os direitos de terra, recompensas para seus amigos e a exclusão dos samurais da ordem política causaram muita oposição na Corte, e sua ordem política começou a desmoronar.
Em 1335, Ashikaga Takauji, que tinha viajado para o leste do Japão, sem obter o posto de Shogun, a fim de suprimir a Rebelião Nakasendai, ficou descontente com a restauração. Então Go-Daigo ordenou a Nitta Yoshisada para localizar e  matar Ashikaga. Ashikaga derrotou Yoshisada na Batalha de Takenoshita. Kusunoki Masashige e Kitabatake Akiie, sob as ordens de Quioto, esmagaram o exército de Ashikaga que fugiu para Kyushu, mas no ano seguinte, após a reestruturação, o seu exército, novamente se aproximou de Quioto. Masashige propôs uma reconciliação com Ashikaga ao imperador, mas Go-Daigo a rejeitou e ordenou que Masashige e Yoshisada destruíssem Ashikaga. O exército imperial foi derrotado na Batalha de Minatogawa.
Quando o exército de Ashikaga entrou em Quioto, o Go-Daigo resistiu, fugindo para o Monte Hiei, mas buscando uma reconciliação, enviou os Tesouros Sagrados para Ashikaga. De posse dos artefatos sagrados entronizou o imperador Kōmyō da linhagem Jimyōin, e iniciou oficialmente seu Shogunato com a promulgação do Código Kemmu (建武式目, Kenmu-shikomoku).
Go-Daigo escapou da capital, e estabeleceu a Corte do Sul nas montanhas de Yoshino, começando o Período Nanboku-chō em que a Dinastia do Norte em Quioto e Dinastia do Sul, em Yoshino se enfrentaram.
Go-Daigo ordenou ao Príncipe Imperial Kaneyoshi ir a Kyushu e a Nitta Yoshisada e o Príncipe Imperial Tsuneyoshi irem a Hokuriku, em busca de apoio para enfrentarem a Corte do Norte.
Em 1339, no 21º ano do reinado de Go-Daigo em Yoshino, este abdica em favor de seu filho, Noriyoshi que se tornaria o imperador Go-Murakami . No dia seguinte, 19 de setembro de 1339, Go-Daigo morreu. Ele é tradicionalmente venerado em um memorial no santuário xintoísta em Nara, chamado Mausoleu Go-Daigo. A Agência da Casa Imperial designa este local como Tō-no-o no misasagi.